# 奥宗 (上比利牛斯省)
奥宗（法語：Ozon，法語發音：[ozɔ̃]）是法国上比利牛斯省的一个市镇，属于塔布区。

## 地理
奥宗（43°10'23"N, 0°15'19"E）面积9.08 平方千米，位于法国奧克西塔尼大區上比利牛斯省，该省份为法国西南部内陆省份，北至热尔省，西接大西洋比利牛斯省，南与西班牙接壤，东临上加龙省。
与奥宗接壤的市镇（或旧市镇、城区）包括：图尔奈、比尔、卡斯泰拉拉尼斯、谢勒-斯普、锡约塔、拉内斯佩德、普马鲁、里科。

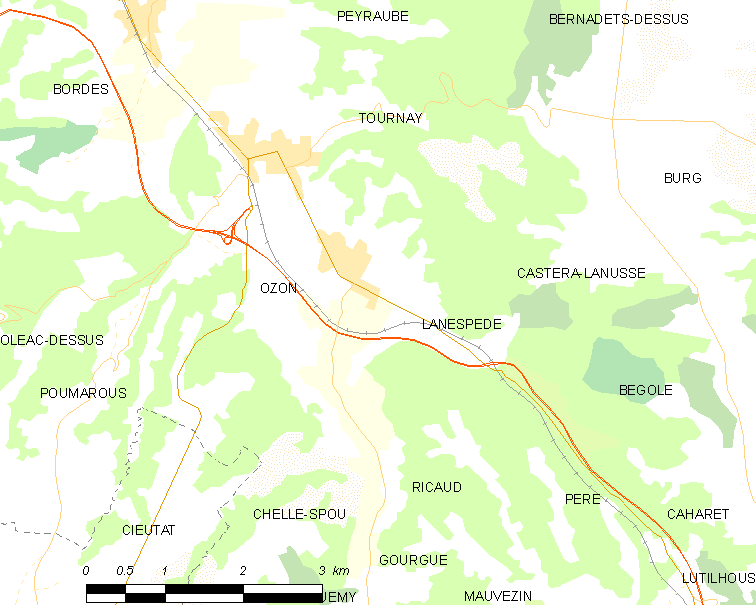
的OSM定位图

奥宗的时区为UTC+01:00、UTC+02:00（夏令时）。

## 行政
奥宗的邮政编码为65190，INSEE市镇编码为65353。

## 政治
奥宗所属的省级选区为阿罗斯河与巴伊斯河谷县。

## 人口

1962-2008年间人口变化图示

奥宗于2022年1月1日时的人口数量为243人。